# Matachia australis
Matachia australis là một loài nhện trong họ Desidae.
Loài này thuộc chi Matachia. Matachia australis được miêu tả năm 1970 bởi Raymond Robert Forster.